# Регіональне управління Сил територіальної оборони «Схід»
Регіональне управління Сил територіальної оборони «Схід» (РУ Сил ТрО «Схід») — регіональний орган військового управління Сил територіальної оборони Збройних Сил України на який покладено організацію та виконання завдань територіальної оборони у східній військово-сухопутній зоні України (Дніпропетровська, Харківська, Запорізька, Луганська та Донецька області).

## Завдання
Завданнями Регіонального управління Сил територіальної оборони «Схід» є:
1. своєчасне реагування та вжиття необхідних заходів щодо оборони території та захисту населення на визначеній місцевості до моменту розгортання в межах такої території угруповання військ (сил) або/чи угруповання об'єднаних сил, призначених для ведення воєнних (бойових) дій з відсічі збройної агресії проти України;
2. участь у посиленні охорони та захисті державного кордону;
3. участь у захисті населення, територій, навколишнього природного середовища та майна від надзвичайних ситуацій, ліквідації наслідків ведення воєнних (бойових) дій;
4. участь у підготовці громадян України до національного спротиву;
5. участь у забезпеченні умов для безпечного функціонування органів державної влади, інших державних органів, органів місцевого самоврядування та органів військового управління;
6. участь в охороні та обороні важливих об'єктів і комунікацій, інших критично важливих об'єктів інфраструктури, визначених Кабінетом Міністрів України, та об'єктів обласного, районного, сільського, селищного, міського значення, районного у містах рад, сільських, селищних, порушення функціонування та виведення з ладу яких становлять загрозу для життєдіяльності населення;
7. забезпечення умов для стратегічного (оперативного) розгортання військ (сил) або їх перегрупування;
8. участь у здійсненні заходів щодо тимчасової заборони або обмеження руху транспортних засобів і пішоходів поблизу та в межах зон/районів надзвичайних ситуацій та/або ведення воєнних (бойових) дій;
9. участь у забезпеченні заходів громадської безпеки і порядку в населених пунктах;
10. участь у запровадженні та здійсненні заходів правового режиму воєнного стану в разі його введення на всій території України або в окремих її місцевостях;
11. участь у боротьбі з диверсійно-розвідувальними силами, іншими збройними формуваннями агресора (противника) та не передбаченими законами України воєнізованими або збройними формуваннями;
12. участь в інформаційних заходах, спрямованих на підвищення рівня обороноздатності держави та на протидію інформаційним операціям агресора (противника).

## Історія

### Формування
1 січня 2022 року територіальна оборона на підставі Закону України «Про основи національного спротиву» була виділена із Сухопутних військ в окермий рід сил.
15 січня 2022 року було сформовано Регіональне управління Сил територіальної оборони «Схід» Збройні сили України[джерело?].

### Російське вторгнення 2022 року
26 лютого 2022 року Головнокомандувач ЗСУ Валерій Залужний повідомив, що до територіальної оборони Збройних Сил України долучилося 37 тисяч резервістів. 5 березня повідомлялося, що до лав тероборони від початку вторгнення РФ вступили 100 тис. людей. На травень кількісь бійців ТрО сягнула 110 тис. осіб. У інтерв'ю Олексій Резніков сказав, що чисельності 120 000 осіб вдалося досягти «за лічені тижні».

## Навчання
Від початку свого формування Регіональне управління Сил територіальної оборони «Схід» приділяло увагу підготовці особового складу підпорядкованих військових частин. Так, резервісти щомісячно вдосконалювали навички з індивідуальної підготовки під час проведення Всеукраїнських стрілецьких днів на Дніпропетровщині, Харківщині, Запоріжжі,Луганщині, Донеччині.

## Структура
- 108-ма бригада територіальної оборони
- 109-та бригада територіальної оборони
- 110-та бригада територіальної оборони
- 111-та бригада територіальної оборони
- 113-та бригада територіальної оборони
- 127-ма окрема бригада територіальної оборони
- 128-ма окрема бригада територіальної оборони
- 129-та окрема бригада територіальної оборони

## Керівництво
Безпосереднє керівництво територіальною обороною здійснюється:
1. на всій території України — Головнокомандувачем Збройних Сил України через Командувача Сил територіальної оборони Збройних Сил України;
2. у межах військово-сухопутної зони — керівником регіонального органу військового управління Сил територіальної оборони Збройних Сил України через регіональний орган військового управління Сил територіальної оборони Збройних Сил України;
3. у межах зони територіальної оборони — керівником зони територіальної оборони через штаб зони територіальної оборони;
4. у межах району територіальної оборони — керівником району територіальної оборони через штаб району територіальної оборони.

### Начальники Регіонального управління Сил територіальної оборони «Схід»
- січень 2022 — листопад 2022 — полковник Курач Валерій Адамович[14]
- листопад 2022 — листопад 2023 — полковник Зугравий Олександр В'ячеславович[15]
- листопад 2023 — по теперішній час — генерал-майор Осипчук Василь Миколайович[16]

### Документи
- Закон України «Про основи національного спротиву»

### Новини
- Командувач Сил тероборони Галушкін розповів про їх мету та завдання// Укрінформ, 11.01.2022
- Батальйон територіальної оборони сформували в «Десні». www.gorod.cn.ua. Портал Чернігова. 15 червня 2011. Архів оригіналу за 11 червня 2018. Процитовано 11 червня 2018.
- Навіщо Україні ТРО, або про фізичне знищення переможених…. mediarnbo.org. Інформаційно-аналітичний центр національної безпеки України. 20 грудня 2016. Архів оригіналу за 20 липня 2017. Процитовано 20 липня 2017.
- Структура військ територіальної оборони Збройних Сил України. www.ukrmilitary.com. Ukrainian Military Pages. 31 серпня 2015. Процитовано 11 червня 2018.
- Росія створила дивізію територіальної оборони в окупованому Криму. www.ukrmilitary.com. Ukrainian Military Pages. 15 вересня 2016. Процитовано 11 червня 2018.
- Рух 100.
- Територіальна оборона
- Війська територіальної оборони «окупували» полігони
- По всій Україні, на полігонах тривають навчання загонів територіальної оборони
- У Волинській області тривають широкомасштабні навчання із бійцями загонів територіальної оборони
- Навчання загонів територіальної оборони на Вінниччині.
- В Одесі пройшло заняття з територіальної оборони. www.mil.gov.ua. Міністерство оборони України. 17 грудня 2017. Процитовано 17 грудня 2017.
- Ольга Прокопенко (2 грудня 2017). Резервний захист миру. ukurier.gov.ua. Урядовий кур'єр. Процитовано 15 січня 2018.
- Іван Якубець (26 серпня 2014). Україна. Проблеми територіальної оборони. cacds.org.ua. Центр дослідження армії конверсії й роззброєння. Архів оригіналу за 6 жовтня 2014. Процитовано 19 травня 2018.
- Територіальна оборона
- Бригада територіальної оборони
- Михайло Жирохов (12 червня 2018). Трехуровневый резерв. Как в Украине строят систему территориальной обороны. www.dsnews.ua. Ділова столиця. Процитовано 12 червня 2018.(рос.)
- Підготовка до великої війни: відбуваються навчання тероборони по всій Україні. mil.in.ua. Український мілітарний портал. 15 червня 2018. Процитовано 15 червня 2018.
- Денис Москалик (14 листопада 2018). Інтерв'ю бійця Чернігівської 119-ї окремої бригади територіальної оборони. petrimazepa.com. Петро та Мазепа. Процитовано 14 листопада 2018.
- Територіальну оборону кардинально реформують. www.ukrmilitary.com. Ukrainian Military Pages. 25 липня 2019. Процитовано 25 липня 2019.

### Соцмережі і власний сайт
- Сайт Національного спротиву

### Відео
- Гімн ТРО України